# Vincent (brano musicale)
Vincent è un brano musicale del cantautore statunitense Don McLean. La canzone è un tributo a Vincent van Gogh.

## Descrizione
Il brano è tratto dall'album American Pie del 1971 ed è conosciuto anche come Starry, Starry Night, parole dell'introduzione, chiaro riferimento al dipinto Notte stellata del pittore olandese. La canzone dimostra una profonda ammirazione non solo ai lavori del pittore, con vari riferimenti nel testo, ma anche all'artista stesso in quanto uomo.
La canzone è considerata uno dei capolavori dell’artista, soprattutto per le rime utilizzate, per la melodia orecchiabile e per il testo profondo e toccante che ricorda una vera e propria poesia.

## In Italia
Il pezzo è stato reso noto in Italia dallo sceneggiato televisivo Lungo il fiume e sull'acqua del 1973 di cui è stato colonna sonora. Francesco De Gregori l'ha tradotta in italiano con il titolo Come un anno fa, e la sua versione è stata incisa da Little Tony; un'altra traduzione è stata realizzata ed incisa da Roberto Vecchioni. 
Il gruppo punk rock dei NOFX ha creato una cover di questa canzone, inserendola nell'album 45 or 46 Songs That Weren't Good Enough to Go on Our Other Records.

## Altre cover
- Il brano viene spesso eseguito in concerto da Ed Sheeran
- Julio Iglesias ha registrato la canzone nel 1990 per il suo disco Starry Night.
- Rick Astley ha incluso il brano nel suo album del 2005 album Portrait.